# Dryophytes avivoca
A Dryophytes avivoca a kétéltűek (Amphibia) osztályába, a békák (Anura) rendjébe, a levelibéka-félék (Hylidae) családjába, azon belül a Hylinae alcsaládba tartozó faj.

## Előfordulása
Az Amerikai Egyesült Államok délkeleti területén honos. A természetes élőhelye mérsékelt övi erdők, cserjék uralta vizes élőhelyek, és a mocsarak.

## Megjelenése
A hím testhossza 28-39 milliméter, a nőstényé 32-52 milliméter. Felül zöld, vagy barna, alul foltos szürke.